# Deronectes perrinae
Deronectes perrinae är en skalbaggsart som beskrevs av Hans Fery och Michel Brancucci 1997. Deronectes perrinae ingår i släktet Deronectes och familjen dykare. Inga underarter finns listade i Catalogue of Life.